# Wes Morgan
Westley Nathan „Wes” Morgan (ur. 21 stycznia 1984 w Nottingham, Anglia) – urodzony w Anglii jamajski piłkarz, który występował na pozycji obrońcy.
W latach 2013–2016 reprezentant Jamajki. Uczestnik Copa América w 2015 oraz 2016 roku. Większość swojej kariery spędził w dwóch klubach angielskich klubach: Leicester City i Nottingham Forrest.

## Kariera reprezentacyjna
1 września 2013 po raz pierwszy został powołany do reprezentacji Jamajki. Debiut w reprezentacji zanotował 7 września w zremisowanym 0-0 spotkaniu z reprezentacją Panamy, które rozegrano w stolicy Panamy.

## Sukcesy
Nottingham Forest
- Wicemistrz EFL League One: 2007-2008[4]

Leicester City
- Mistrzostwo Anglii: 2015/2016[5]
- EFL Championship: 2013/14[5]
- Puchar Anglii: 2020/2021[5]
- Uczestnik Ligi Mistrzów: 2016/17
- Uczestnik Ligi Europejskiej: 2020/21
- Championship: 2013/14

Jamajka
- Wicemistrz Złotego Pucharu CONCACAF: 2015[6][7][8][9]

Indywidualne
- Drużyna Roku PFA: 2010-2011 EFL Championship[10], 2012-2013 EFL Championship[10], 2013-2014 EFL Championship[11], 2015-2016 Premier League[12]

- Leicester City: Gracz Sezonu 2012-2013[13]
- Najlepsza jedenastka CONCACAF: 2016[14]